# Jelizawieta Diemirowa
Jelizawieta Walerjewna Diemirowa, z domu Sawlinis (ros. Елизавета Валерьевна Савлинис; ur. 8 kwietnia 1987 w Gatczynie) – rosyjska lekkoatletka specjalizująca się w biegach sprinterskich.
Finalistka młodzieżowych mistrzostw Europy (2009) i mistrzostw świata (2011) w sztafecie 4 × 100 metrów. W 2012 startowała na igrzyskach olimpijskich w Londynie. Brązowa medalistka mistrzostw Europy w sztafecie 4 × 100 metrów (2014). Złota medalistka mistrzostw Rosji oraz reprezentantka kraju na drużynowych mistrzostwach Europy.

## Osiągnięcia
| Rok  | Impreza                                 | Konkurencja | Miejsce                 | Lokata     | Wynik (s) |
| ---- | --------------------------------------- | ----------- | ----------------------- | ---------- | --------- |
| 2009 | Młodzieżowe mistrzostwa Europy          | Kowno       | bieg na 200 metrów      | eliminacje | 23,85     |
| 2009 | Młodzieżowe mistrzostwa Europy          | Kowno       | sztafeta 4 × 100 metrów | 5. miejsce | 44,28     |
| 2011 | Mistrzostwa świata                      | Daegu       | bieg na 200 metrów      | eliminacje | 23,04     |
| 2011 | Mistrzostwa świata                      | Daegu       | sztafeta 4 × 100 metrów | 5. miejsce | 42,93     |
| 2012 | Igrzyska olimpijskie                    | Londyn      | bieg na 200 metrów      | eliminacje | 23,23     |
| 2012 | Igrzyska olimpijskie                    | Londyn      | sztafeta 4 × 100 metrów | eliminacje | 43,24     |
| 2013 | Superliga drużynowych mistrzostw Europy | Gateshead   | sztafeta 4 × 100 metrów | 3. miejsce | 43,23     |
| 2013 | Mistrzostwa świata                      | Moskwa      | bieg na 200 metrów      | eliminacje | 23,27     |
| 2013 | Mistrzostwa świata                      | Moskwa      | sztafeta 4 × 100 metrów | 5. miejsce | 42,93     |
| 2014 | Mistrzostwa Europy                      | Zurych      | sztafeta 4 × 100 metrów | 3. miejsce | 43,22     |
| 2015 | Superliga drużynowych mistrzostw Europy | Czeboksary  | bieg na 100 metrów      | 5. miejsce | 11,62     |
| 2015 | Superliga drużynowych mistrzostw Europy | Czeboksary  | sztafeta 4 × 100 metrów | 2. miejsce | 42,99     |
| 2015 | Mistrzostwa świata                      | Pekin       | sztafeta 4 × 100 metrów | –          | DNF       |

## Rekordy życiowe
- Bieg na 60 metrów (hala) – 7,34 (2011)
- Bieg na 100 metrów – 11,30 (2011)
- Bieg na 200 metrów (stadion) – 22,62 (2011)
- Bieg na 200 metrów (hala) – 23,32 (2013)